# Kamonchanok Seeken
Kamonchanok Seeken es una deportista tailandesa que compite en taekwondo. Ganó una medalla de plata en el Campeonato Mundial de Taekwondo de 2023 y una medalla de plata en el Campeonato Asiático de Taekwondo de 2024.

## Palmarés internacional
| Campeonato Mundial  | Campeonato Mundial | Campeonato Mundial | Campeonato Mundial |
| Año                 | Lugar              | Medalla            | Categoría          |
| ------------------- | ------------------ | ------------------ | ------------------ |
| 2023                | Bakú (Azerbaiyán)  | Medalla de plata   | –46 kg             |
| Campeonato Asiático |                    |                    |                    |
| Año                 | Lugar              | Medalla            | Categoría          |
| 2024                | Đà Nẵng (Vietnam)  | Medalla de plata   | –46 kg             |